# Tulumba

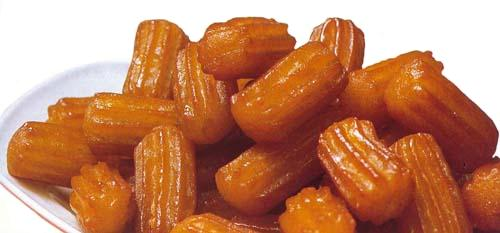
Doce levantino popular nos Balcãs.

Tulumba é um doce levantino popular nos Balcãs, feito com massa de farinha de trigo não levedada, transformada em bolinhos fritos e ensopados em xarope.
Uma receita, supostamente da Turquia, sugere que se cozinhe numa panela uma mistura de água, açúcar, sal e margarina ou manteiga, a que se mistura farinha de trigo e se mexe até conseguir uma massa espessa. Tira-se a massa do lume e, depois de fria, junta-se semolina e maizena; amassa-se e juntam-se ovos até obter um creme. Põe-se este creme num saco de pasteleiro com uma saída em forma de estrela, com cerca de um cm de diâmetro e espreme-se para uma panela com óleo quente, cortando os bolinhos com uma tesoura e deixando-os fritar. Assim que estão fritos, escorrem-se e mergulham-se num xarope feito com açúcar em água fervente e aromatizado com sumo de limão. 